# Eduard Baring
Eduard Ferdinand Theodor Baring (* 21. Dezember 1838 in Hitzacker; † 23. Februar 1900 in Aurich) war ein deutscher Generalsuperintendent der lutherischen Kirche.

## Familie
Eduard Baring stammt aus der Baring-Familie, er war der älteste Sohn des evangelischen Pastors und späteren Superintendenten zu Hollenstedt bei Harburg Friedrich Eduard Albrecht Baring (1805–1886) und Sophie Louise geb. Koch (1801–1886), Tochter des Gutsbesitzers von Ornum in Schleswig. Baring hatte noch einen Bruder, Georg Friedrich Julius Ferdinand Baring (1841–1915), Pastor primarius in Gronau, Mitglied im Ausschuss der Prediger-Witwenkasse.
Baring heiratete am 8. September 1870 in Ronnenberg Marie Arnemann (1844–1912), Tochter des Ronnenberger Superintendenten Arnemann. Das Ehepaar hatte keine Kinder.

## Leben und Wirken
Eduard Baring besuchte das Andreanum in Hildesheim und studierte von 1857 bis 1860 Theologie an der Universität Erlangen und trat dem Erlanger Wingolf bei. Im Oktober 1860 wechselte er an die Universität Göttingen und wurde Mitglied im Vorläufer des Göttinger Wingolf. Danach lernte er am Predigerseminar in Hannover.
Nach dem Ende seiner Ausbildung arbeitete Baring für jeweils kurze Zeit als Hilfsgeistlicher (Parochi cooperator) an verschiedenen Orten in Südniedersachsen. Im September 1870 übernahm er die zweite Pfarrstelle der Gemeinde Gehrden und betreute diese bis 1877. Am 1. Juli 1877 wechselte er als Pfarrer an die St.-Alexandri-Kirche in Einbeck. Somit erhielt er auch die Superintendentur der Einbecker Inspektion. Am 30. Juni 1889 folgte seine Ernennung zum lutherischen Generalsuperintendenten von Ostfriesland. Gleichzeitig trat er in das königliche Konsistorium ein. Die Amtseinführung erfolgte am 26. September 1889. Gleichzeitig wurde er Mitglied des Konsistoriums in Aurich, dem auch der reformierte Generalsuperintendent für Ostfriesland angehörte. Ab 1890 gehörte Baring zudem als außerordentliches Mitglied dem hannoverschen Landeskonsistorium an.
Baring galt als beliebter Kanzel- und Vortragsredner. Gemäß einem Nachruf gelang ihm dies „durch Tiefe und Wärme seiner Überzeugung wie durch den Eindruck seines Vortrags“. Mitmenschen erachteten ihn nicht im politisch-obrigkeitlichen, „sondern im ethischen Sinne“ als „Kirchenfürst“[en]. Gegen die Sozialdemokratie ging er autoritär-obrigkeitlich vor, was jedoch nicht primär mit seiner Person, sondern der grundsätzlichen Kirchenpolitik seiner Zeit zu tun hatte.
Baring starb unerwartet am Schlagfluss, nachdem er noch zwei Tage vorher eine Predigt gehalten hatte, die später in Soltau gedruckt wurde. Er wurde im Erbbegräbnis der Familie Baring in Hannover bestattet.

## Werke (Auswahl)
- Die soziale Frage, Referat auf der Ephoralkonferenz zu Aurich vom 25. Februar 1891, Druck Tapper & Sohn, Aurich